# Villers-Guislain
Villers-Guislain è un comune francese di 730 abitanti situato nel dipartimento del Nord nella regione dell'Alta Francia.

## Società

### Evoluzione demografica
Abitanti censiti